# Стрела (6-й сезон)
Премьера шестого сезона американского драматического телесериала «Стрела» состоялась на канале The CW 12 октября 2017 года в 20:00 (по Североамериканскому восточному времени). Шоу было основано на комиксах издательства DC Comics о приключениях супергероя Зелёной стрелы, борца с преступностью, созданного Мортом Вайсингером и Джорджем Паппом. Шоураннерами сезона были выбраны Грег Берланти, Марк Гуггенхайм и Эндрю Крайсберг.

## О сериале
«Стрела́» (англ. Arrow) — американский приключенческо-супергеройский телесериал с элементами драмы, созданный Грегом Берланти, Марком Гуггенхаймом и Эндрю Крайсбергом. Сериал представляет собой совершенно новый взгляд на персонажа Зелёную стрелу, а также других персонажей комиксов издательства DC Comics. Несмотря на то, что в основном актёрском составе другого сериала канала The CW, «Тайны Смолвилля», уже появлялся похожий персонаж, создатели решили перезапустить историю с нуля, поэтому пригласили на главную роль другого актёра (Стивена Амелла). Они также сделали акцент на том, как повлияла на личность Оливера жизнь на острове. Практически в каждой серии имеются флэшбеки, в которых рассказывается о событиях тех пяти лет, в течение которых главный герой считался погибшим. В основном в центре сюжета находится бывший плейбой-миллиардер Оливер Куин, который, пробыв пять лет на острове, вернулся, чтобы стать мстителем в маске, борющимся с преступностью в своём родном городе при помощи лука и стрел.
11 мая 2012 года телеканал The CW заказал пилотный эпизод, премьера которого состоялась 10 октября 2012 года. 22 октября телеканал продлил «Стрелу» на полный сезон, состоящий из 23 эпизодов. В 2017 году планируется производство уже шестого сезона сериала. «Стрела» является первым телесериалом, который впоследствии стал частью единой телевизионной вселенной, наиболее известной как Вселенная Стрелы. Также частью Вселенной Стрелы являются «Флэш», «Легенды завтрашнего дня», «Виксен» и другие.

## В ролях

### Основной состав
- Стивен Амелл в роли Оливера Куина / Зелёной стрелы
- Кэти Кэссиди в роли Лорел Лэнс / Чёрной сирены
- Дэвид Рэмси в роли Джона Диггла
- Уилла Холланд в роли Теи Куин / Спиди
- Пол Блэкторн в роли Квентина Лэнса
- Эмили Бетт Рикардс в роли Фелисити Смоук[англ.]
- Эчо Келлум в роли Кёртиса Холта / Мистера Террифика
- Рик Гонсалес в роли Рене Рамиреса / Дикого пса
- Джулиана Харкави в роли Дайны Дрейк / Чёрной канарейки

### Гости
- Колин Доннел в роли Томми Мерлина

### Повторяющиеся персонажи
- Ману Беннетт в роли Слэйда Уилсона / Детстроука
- Колтон Хэйнс в роли Роя Харпера / Арсенала
- Кейти Лотц в роли Сары Лэнс
- Катрина Ло в роли Ниссы аль Гул

## Эпизоды
| № общий | № в сезоне | Название                                                 | Режиссёр         | Автор сценария                                                                       | Дата премьеры   | Произв. код | Зрители в США (млн) |
| --- | ---------- | -------------------------------------------------------- | ---------------- | ------------------------------------------------------------------------------------ | --------------- | ----------- | ------------------- |
| 116 | 1          | «Fallout» «Осадки»                                       | Джеймс Бэмфорд   | Марк Гуггенхайм и Венди Мерикл                                                       | 12 октября 2017 | T27.13451   | 11,52               |
| Во флэшбеках Слейд в одиночку убегает к судну А.Р.Г.У.С., тогда как остальные укрываются в самолёте. Саманта убегает, чтобы найти Уильяма, и Тея бежит за ней. Правые грудные мышцы Диггла повреждены во время взрыва. После взрыва, Оливер обнаруживает сестру в критическом состоянии, а умирающая Саманта просит его присмотреть за сыном. Дайна и Квентин обнаруживают Лорел, и Квентину приходится стрелять в двойника дочери. Её спасает неизвестный. В настоящем, пять месяцев спустя, Тея всё ещё лежит в коме, а Уильям винит Оливера в гибели матери. Чёрная Сирена с группой наёмников нападают на полицейский участок. Во время другого сражения, нерешительность Диггла приводит к ранению Рене. Считая, что Лорел нападёт на мэрию во время выпуска курсантов полицейской академии, команда устраивает засаду. Однако банда Лорел нападает на их убежище. Команде удаётся отбить нападение, но Квентин не может заставить себя вновь выстрелить в Лорел, и она убегает. Оливер даёт Рене ещё один шанс вернуть дочь. Кёртис узнаёт, что Лорел украла один из прототипов его т-сфер. Слейд говорит Оливеру, что отправляется в Калгари на поиски своего сына. Он советует Оливеру быть отцом, а не Зелёной Стрелой. Уильям немного примиряется с Оливером, однако Оливер узнаёт, что фотографии его в костюме Зелёной Стрелы попали в новости. |            |                                                          |                  |                                                                                      |                 |             |                     |
| 117 | 2          | «Tribute» «Дань уважения»                                | Лора Белси       | Сюжет: Адам Шварц Телесценарий: Марк Гуггенхайм и Бет Шварц                          | 19 октября 2017 | T27.13452   | 8,51                |
| Оливер публично отрицает то, что он — Зелёная Стрела. Однако агент ФБР Саманда Уотсон начинает расследование. Уильям же боится, что и отец покинет его. Анатолий похищает группу марковианских бизнесменов, требуя 20 млн долларов как выкуп. Считая, что именно Анатолий является источником фотографии Оливера, Фелисити и Кёртис пытаются найти способ дискредитировать его, одновременно занимаясь поисками заложников. Команде удаётся вызволить троих, однако Анатолий сбегает с одним. Анатолий объясняет Оливеру, что ему необходимо убедить Братву, что он — не слабак, и что он более не друг Оливеру. Анатолий вводит заложнику яд, который убьёт его в течение нескольких часов. Команде удаётся опознать яд и получить противоядие, которое Оливер вводит заложнику, однако Анатолий всё равно убивает бизнесмена. Анатолий уходит, признаваясь, что он — честный человек, и ни за что бы не выдал тайну Оливера. Тем временем, СМИ объявляют, что получили доказательства, что фотография — поддельная. Агент Уотсон всё равно не бросает расследование. Джон готовится рассказать Оливеру о дегенеративном нервном расстройстве в правой руке, Оливер убеждает его стать новой Зелёной Стрелой, чтобы Оливер мог быть настоящим отцом Уильяму. |            |                                                          |                  |                                                                                      |                 |             |                     |
| 118 | 3          | «Next of Kin» «Следующий из близких»                     | Кевин Танчароен  | Спид Уид и Оскар Бальдеррама                                                         | 26 октября 2017 | T27.13453   | 11,34               |
| Команда задерживает Фауста, правда Джон отказывается пользоваться стрелами. Горсовет решает издать более строгий Закон о линчевателях. Джон говорит Дайне, что справился со своими физиологическими проблемами, но сталкивается с проблемами в роли лидера, когда бывшие спецназовцы начинают охоту за бывшим членом своего отряда. Рене просит Оливера вернутся в команду. Оливер просит Фелисити помочь Уильяму готовиться к контрольной по математике и убеждает Джона в том, что он знает, что делает. Команда Стрелы отслеживает наёмников Оникс Адамс к гостинице и вступает с ними в бой, одерживая победу и спасая людей от биологического оружия. Понимая, что даже будучи мэром не может остановить принятие нового закона, Оливер пользуется малоизвестным правилом и передаёт неподписанный закон на общегородской референдум. Уотсон начинает подозревать Джона, который получает от Фелисити и Кёртиса арбалет, стреляющий длинными стрелами. Оливер даёт Фелисити ключи от своей квартиры. Джон принимает нелегальные стероиды, чтобы не тряслась рука. |            |                                                          |                  |                                                                                      |                 |             |                     |
| 119 | 4          | «Reversal» «Аннулирование»                               | Грегори Смит     | Сара Таркофф и Эмилио Ортега Олдрич                                                  | 2 ноября 2017   | T27.13454   | 10,33               |
| Лорел начинает убивать с виду ничем не выделяющихся людей, в то же время к Фелисити приходит Алина и говорит, что Кэйден Джеймс планирует операцию, из-за которой погибнут сотни миллионов людей по всему миру. Они встречаются с дельцом чёрного рынка по кличке Амнезиак. Опасаясь за неё, в дело вмешивается Оливер, который избивает людей Амнезиака. Раздосадованная Фелисити выкрадывает у Амнезиака нужное устройство. Команда отслеживает Лорел, которая нападает на Фелисити и Алину. Оказывается, что Лорел работает на Джеймса, который приказывает своим людям убить Фелисити и Алину. Алина получает ранение, и её доставляют в больницу. Фелисити узнаёт, что Лорел выкрала отпечатки пальцев своих жертв, которые необходимы, чтобы получить доступ к хранилищу доменных имён всего интернета. Считая, что Джеймс намерен уничтожить весь интернет, команда нападает на хранилище, а Фелисити удаётся взломать защиту системы, чтобы остановить вирус Джеймса. Она соглашается принять Алину в свой стартап, называя его «Спираль» в честь бывшей хакерской группы Алины. Алина предлагает ей разработать серийную версию своего спинномозгового имплантата. Тем временем, Джеймс рассказывает Лорел, что заманил Фелисити в хранилище, чтобы она взломала защиту. Таким образом, у него теперь есть туда лазейка, а все следы указывают на Фелисити. Он предоставляет Лорел устройство, с помощью которого она сможет стать не отслеживаемой Кёртисом. Оливер получает звонок от Слейда, который просит его о помощи. |            |                                                          |                  |                                                                                      |                 |             |                     |
| 120 | 5          | «Deathstroke Returns» «Возвращение Детстроука»           | Джоэл Новоа      | Бен Соколовски и Спиро Скенцос                                                       | 9 ноября 2017   | T27.13455   | 10,59               |
| Слейд просит Оливера помочь ему найти сына, который сидит в тюрьме. Они встречаются со старым знакомым Слейда, который предоставляет им информацию. Директор тюрьмы поначалу сообщает им, что Джо был убит другим заключённым, однако Слейд выбивает из него правду — Джо похитила банда под названием "Шакалы". Слейд надевает костюм Детстроука и подсыпает Оливеру снотворное, чтобы тот не пошёл с ним. Слейд штурмует логово "Шакалов", где обнаруживает, что его старый знакомый - тоже их член. Он пытается обменять себя на сына, но ему говорят, что это было бы не так то просто сделать, ведь Джо — лидер их банды. Тем временем, Дайна спасает политика от Линчевателя, так как этот политик поддерживает принятие Закона о линчевателях. Затем Дайна своим криком разбивает маску Линчевателя, и узнаёт в нём своего бывшего напарника и любовника Винсента Собела, который якобы погиб в день взрыва ускорителя частиц в Централ-Сити. Позже, Винсент вновь пытается напасть на политика и получает пулю в лоб от полицейского. Затем он снимает маску перед Дайной и объясняет, что тоже стал метачеловеком, и все его раны теперь заживают. Он не сообщил Дайне, что жив, так как считал, что полиция неспособна совладать с преступностью. Дайна позволяет ему уйти. |            |                                                          |                  |                                                                                      |                 |             |                     |
| 121 | 6          | «Promises Kept» «Сдержанные обещания»                    | Антонио Негрет   | Оскар Бальдеррама и Ребека Беллотто                                                  | 16 ноября 2017  | T27.13456   | 10,28               |
| Помощник Джо ловит Оливера. Джо хочет, чтобы Слейд убил Оливера, однако тот его освобождает. «Шакалы» пытаются взорвать систему водоснабжения, но Слейд и Оливер мешают им. Слейд сражается с сыном, и тот раскрывает ему, что видел, как отец убил китайского шпиона, когда Джо был подростком. Это вдохновило его пойти таким же путём. Джо также раскрывает, что у него есть брат по имени Грант, существование которого их мать скрывала от Слейда. Джо сбегает, а Слейд отправляется на поиски сыновей. Оливер возвращается домой к Уильяму и Фелисити, обрадованный, что он больше не Зелёная Стрела. Тем временем, Джон рассказывает правду Лайле, после того, как узнаёт, что новый криминальный авторитет по кличке Дракон является поставщиком его стероида. Его настоящее имя — Рикардо Диас. Во время штурма нарколаборатории Диаса, Джон понимает, что зашёл слишком далеко, когда собирается прыгать в огонь, чтобы спасти стероиды. Он рассказывает команде Стрелы всю правду и просит у них прощения. Кёртис предлагает ему помощь, ведь он помог Фелисити вновь встать на ноги. Джон говорит, что даст ему ответ на следующий день. |            |                                                          |                  |                                                                                      |                 |             |                     |
| 122 | 7          | «Thanksgiving» «День благодарения»                       | Гордон Верхойл   | Венди Мерикл и Спид Уид                                                              | 23 ноября 2017  | T27.13457   | 10,09               |
| Оливер, Фелисити, Уильям и Квентин организовывают благотворительную акцию на День благодарения для нового полицейского участка. Агент Уотсон публично арестовывает Оливера по обвинению в том, что он — Зелёная Стрела. Кэйден Джеймс и Чёрная Сирена выкрадывают нанотермит, намереваясь создать бомбу. Оливера освобождают под залог в 5 млн долларов, который Фелисити выплачивает из гранта, полученного её стартапом. Кёртис вживляет Джону их экспериментальный чип, однако во время сражения Джон оказывается неактивен. Доктор говорит ему, что чип лишь ухудшил ситуацию, а ещё у него ломка из-за того, что он перестал принимать наркотик. Оливер решает снова надеть костюм Зелёной Стрелы, чтобы спасти полный стадион людей от бомбы Джеймса. Вот только бомба — фальшивка. На самом деле, Джеймс просто хотел поговорить с Оливером лицом к лицу, чтобы объяснить, что мстит ему за своего сына, который якобы погиб от руки Оливера. Тем временем, команда Стрелы сражается со лжеполицейскими на стадионе, и видео избиения «полицейских» попадает в интернет, провоцируя отрицательный эффект на голосование о новом законе. В больнице Оливер говорит Джону, что будет носить костюм Зелёной Стрелы, пока тот не вылечится, так как Джон признаётся, что давно мечтал о том, чтобы быть Зелёной Стрелой. Тея пробуждается из комы. |            |                                                          |                  |                                                                                      |                 |             |                     |
| 123 | 8          | «Crisis on Earth-X, Part 2» «Кризис на Земле-X. Часть 2» | Джеймс Бемфорд   | Сюжет: Эндрю Крайсберг и Марк Гуггенхайм Телесценарий: Венди Мерикл и Бен Соколовски | 27 ноября 2017  | T27.13458   | 10,52               |
| Продолжение масштабного кроссовера «Кризис на Земле-X» (Часть 1 — Супергёрл). Циско получил по голове и лежит в отключке. Прометей снимает маску и оказывается Томми Мерлином. Он вначале притворяется всего лишь пешкой, затем насмехается над Оливером и глотает зуб с ядом. Чёрная Стрела, Овергёрл и Тоун выкрадывают устройство из лаборатории. Оливер, Кара и Барри прибывают на место. Оливер и Кара шокированы видом двойников, которые оказываются мужем и женой, а Барри вновь чувствует злость к старому врагу. Оливер ранит Овергёрл стрелой с криптонитовым наконечником, однако злодеям удаётся бежать. Фелисити раскрывает Айрис, что боится вновь соглашаться на предложение Оливера, опасаясь повтора первого раза. Фелисити обнаруживает местонахождение нацистов, и базу врага штурмуют Кара, Оливер, Барри, Огнённый Шторм, Сара и Алекс. Тем временем, Чёрная Стрела нападает на С.Т.А.Р. Лабс, где ему противостоят Мик, Убийца Мороз, а также команда Стрелы (минус Джон). Однако он одолевает всех. Нацисты вырубают Кару с помощью Металло, а затем хватают остальных. Оказывается, Овергёрл умирает от переизбытка солнечной энергии, и ей нужна пересадка сердца Кары, а остальных пленников отправляют в концлагерь на Земле-X. Фелисити и Айрис всё ещё на воле, однако С.Т.А.Р. Лабс находится в руках нацистов. Дальнейшие события описаны во «Флэше» и в «Легендах завтрашнего дня». |            |                                                          |                  |                                                                                      |                 |             |                     |
| 124 | 9          | «Irreconcilable Difference» «Непримиримые разногласия»   | Лора Белси       | Бет Шварц и Сара Таркофф                                                             | 7 декабря 2017  | T27.13459   | 11,30               |
| Оливер и Фелисити отмечают своё замужество со всеми. Оливер узнаёт, что кто-то в команде собирается дать показания ФБР против него. Он просит, чтобы Фелисити проследила за Кёртисом, Рене и Дайной. Лорел похищает Квентина. Оливер узнаёт, что Дайна тайно встречается с Линчевателем. Рене раскрывает, что именно он собирается давать показания, объясняя, что агент Уотсон не дала ему выбора, и он согласился ради дочери. Оливер прогоняет его. Команда на время забывает о разногласиях, чтобы спасти Квентина. Лорел позволяет Квентину бежать. Оливер вновь выгоняет Рене, однако тот рад воссоединению с дочерью. Дайна и Кёртис покидают команду, более не доверяя остальным. Зрителям показывают, что в логове команды находится скрытая камера, через которую за происходящим внутри наблюдают Кэйден, Лорел, Анатолий, Линчеватель и Рикардо Диас. |            |                                                          |                  |                                                                                      |                 |             |                     |
| 125 | 10         | «Divided» «Разделённые»                                  | Джеймс Бемфорд   | Бен Соколовски и Эмилио Ортега Олдрич                                                | 18 января 2018  | T27.13460   | 11,08               |
| Тея возвращается на работу в мэрии. Команда узнаёт, что за ними следит Кэйден, который знает их личности. Кэйден шантажирует Джерри Бертинелли — двоюродного брата Охотницы, требуя отдать ему причалы. Бертинелли обращается к Зелёной Стреле за помощью. Винсент перестаёт убивать преступников, вынуждая их сдаваться полиции. Тем самым, он надеется вновь сблизиться с Дайной, которая всё ещё испытывает к нему близкие чувства. Фелисити узнаёт местонахождение Кэйдена, и Оливер пытается штурмовать его базу в одиночку. Его окружают союзники Кэйдена, и Оливер узнаёт, что с ним работают Анатолий, Диас и Винсент. Оливер уходит. Бертинелли пытается противостоять людям Кэйдена, с поддержкой Оливера, однако он и все его люди гибнут в перестрелке, а Оливер еле спасается сам. Он понимает, что в одиночку ему не справиться, и пытается договориться с Дайной, Кёртисом и Рене, однако они не могут его простить и решают сформировать собственную команду, обосновавшись в бывшей штаб-квартире хакерской группы «Спираль». Кёртис даёт Джону последнюю версию своего чипа, и его рука перестаёт трястись, позволяя ему вновь стать Спартанцем. |            |                                                          |                  |                                                                                      |                 |             |                     |
| 126 | 11         | «We Fall» «Мы падём»                                     | Венди Станцлер   | Спид Уид и Спиро Скентцос                                                            | 25 января 2018  | T27.13461   | 10,38               |
| В городе начинают происходить несчастные случаи, связанные с компьютерами. Среди погибших — капитан полиции Фрэнк Пайк и член горсовета. Кэйден Джеймс, который ответственен за всё это, лично заявляется на аудиенцию к Оливеру в мэрию, требуя 10 млн долларов каждый день, в противном случае он будет продолжать убивать людей и ввергать город в хаос. Кэйден утверждает, что его цель — обанкротить город и отомстить Оливеру за сына, в которого попала шальная стрела Оливера ровно год назад. Однако Оливер помнит, что год назад он был в Хаб-Сити, а это значит, что кто-то дал Кэйдену неверную информацию. Фелисити решает поделиться информацией с командой Кёртиса, Рене и Дайны, и обе команды (Джон снова становится Спартанцем) отправляются предотвращать катастрофы. Оливер спасает Уильяма, и тот узнаёт, что его отец лгал ему о том, что он больше не Зелёная Стрела. В конце концов, Фелисити удаётся убедить пасынка, что городу нужен Зелёная Стрела, и он смиряется с этим. Тем временем, с Кёртисом связывается Винсент, который утверждает, что внедрился в организацию Кэйдена и намерен уничтожить её изнутри. Он даёт команде Кёртиса несколько наводок на планы Кэйдена и даже спасает жизнь Рене во время битвы с людьми Кэйдена, тем самым возвращая доверие Дайны. В конце концов, Оливер решает заплатить Кэйдену выкуп. |            |                                                          |                  |                                                                                      |                 |             |                     |
| 127 | 12         | «All for Nothing» «Тщетные усилия»                       | Майрзи Алмас     | Бен Шварц и Оскар Бальдеррама                                                        | 1 февраля 2018  | T27.13462   | 10,24               |
| У Оливера уже почти не остаётся денег, чтобы продолжать платить выкуп Кэйдену Джеймсу. Опасаясь, что тот взорвёт бомбу, Винсент соглашается загрузить информацию с серверов организации Джеймса и передать её Фелисити. Ему удаётся это сделать, однако его вычисляют и ловят. Анатолий начинает его пытать. Дайна, Кёртис и Рене решают спасти Винсента, вместо того, чтобы помочь Оливеру и Джону искать бомбу. Однако, Джеймс это предусмотрел и использует Винсента в роли приманки. На Дайну падают обломки здания, и она беспомощно смотрит, как Лорел убивает Винсента по приказу Джеймса. Оливеру и Джону не удаётся найти бомбу, но они узнают, что тот, кто подделал видеозапись убийства сына Джеймса, также подделал фотографию Оливера в костюме Зелёной Стрелы. Дайна клянётся убить Лорел. |            |                                                          |                  |                                                                                      |                 |             |                     |
| 128 | 13         | «The Devil's Greatest Trick» «Величайший трюк дьявола»   | Джей-Джей Макаро | Сара Таркофф и Эмилио Ортега Олдрич                                                  | 8 февраля 2018  | T27.13463   | 11,30               |
| Кэйден Джеймс угрожает взорвать бомбу в полночь. Заполучив доказательство своей невиновности, Оливер просит помощи у Барри доставить его и Джона к Джеймсу, чтобы предъявить доказательство ему. Джеймс понимает, что виновен кто-то из его организации. Он требует, чтобы Оливер и Джон доставили ему его бывших союзников, иначе он взорвёт бомбу и убьёт всех, просто на всякий случай. Команда ловит Лорел, Диаса и Анатолия, доставляя их к Джеймсу. Лорел сознаётся в убийстве сына Джеймса, однако он ей не верит, утверждая, что она не способна на столь жестокий поступок. Лорел, Диас и Анатолий убегают, оставляя Джеймса, которого обезвреживают. В полицейском участке, Джеймс соглашается предоставить Оливеру номер банковского счёта, где находится выкуп, а также возможные местонахождения его бывших союзников. Затем к нему приходит Диас, который признаётся, что это он всё подстроил с самого начала, чтобы захватить Стар-Сити. Он убивает Джеймса и спокойно уходит, ведь новый капитан полиции работает на него. |            |                                                          |                  |                                                                                      |                 |             |                     |
| 129 | 14         | «Collision Course» «Столкновение неизбежно»              | Кен Шейн         | Оскар Бальдеррама и Ребекка Беллотто                                                 | 1 марта 2018    | T27.13464   | 10,11               |
| Дайна, Кёртис и Рене обследуют место драки с Лорел и узнают, что её кто-то утащил. Оказывается, Квентин спрятал её в своём лесном домике, чтобы позволить ей восстановиться после ранения. Тея в конце концов обнаруживает их и сообщает Оливеру. Оливер требует, чтобы она вернула деньги города. Лорел соглашается взамен на их помощь бежать из страны. Кёртис дезактивирует чип в руке Джона, позволяя им найти их. Команды сражаются друг против друга. Дайна пытается убить Лорел, однако Кёртис отговаривает её. Рене получает сильный удар топором в живот, тогда как Оливер надевает на Дайну ошейник, блокирующий её крик. Лорел удаётся бежать. В больнице, когда Джон и Фелисити приходят проведать получившего серьёзную травму Рене, Кёртис и Дайна прогоняют их, не желая больше иметь с ними общих дел. Прокурор, пытающийся обвинить Оливера в том, что он — Зелёная стрела, на самом деле оказывается подкупленным Диасом, как и капитан полиции. На краю города, Лорел просит водителя фургона помочь ей, выдавая себя за своего двойника с Земли-1. |            |                                                          |                  |                                                                                      |                 |             |                     |
| 130 | 15         | «Doppelganger» «Двойник»                                 | Кристин Уинделл  | Сюжет: Кристос Гейдж и Рут Флетчер Гейдж Телесценарий: Спид Уид                      | 8 марта 2018    | T27.13465   | 10,28               |
| Лорел объявляется в мэрии и утверждает, что Дэмиен Дарк похитил её два года назад и всё это время её держали в плену. Оливер узнаёт, что за всем стоит Диас. Люди Диаса из полиции обнаружили Роя Харпера и избивают его, требуя, чтобы он дал показания против Оливера. Тея вновь надевает костюм Спиди, чтобы вызволить любимого, однако ей это не удаётся. Люди Диаса отвозят Роя к боссу. Оливер просит Квентина и Дайну отложить разногласия и разобраться, кто из полицейских подкуплен Диасом. Лорел забирают на аудиенцию с Диасом, который забрал деньги, украденные ею, и завербовал Анатолия. Она оповещает Оливера о местонахождении Роя и на время переезжает жить к «отцу». Оливер и его команда успешно штурмуют базу Диаса, однако самому Дракону удаётся уйти. Оливер советует сестре уехать с Роем. Оливер благодарит Лорел за то, что она не подставила их. Она утверждает, что хочет попробовать стать своим двойником, если ей позволят сделать это. Оливер согласен, однако затем она получает сообщение от Диаса, так что возможно всё ещё работает на него. Тея и Рой проводят ночь вместе, а за ними наблюдает женщина с соседней крыши, которая докладывает кому-то о «наследнице Ра'с аль Гула». |            |                                                          |                  |                                                                                      |                 |             |                     |
| 131 | 16         | «The Thanatos Guild» «Гильдия Таната»                    | Джоэль Новоа     | Бет Шварц и Бен Соколовски                                                           | 29 марта 2018   | T27.13466   | 10,23               |
| В Стар-Сити приезжает Нисса, утверждая, что за Теей охотится группа, отколовшаяся от Лиги убийц, под названием Гильдия Танатоса. Гильдию создал Мерлин перед смертью, а теперь её предводителем является Афина - его бывшая любовница. По-видимому, Мерлин спрятал карту к сокровищу, и Афина считает, что его дочери известно, где она находится. Скрепя сердце, Тея соглашается помочь Ниссе, однако утверждает, что после этого бросает эту жизнь. Команде удаётся обнаружить шкатулку, использующую древний математический шифр, однако карта оказывается пустой. Тем временем, члены Гильдии захватывают газовую электростанцию и угрожают взорвать её, если Тея не отдаст им карту. Во время сражения Тее удаётся одержать верх над Афиной, однако она сама ранена. Кровь Теи проявляется на бумажную карту. Нисса осознаёт, что карта ведёт к трём ранее неизвестным ямам Лазаря. Она формально разрывает брак с Оливером и отправляется с Теей и Роем искать и уничтожать ямы. Между Оливером и Джоном назревает конфликт из-за того, что Оливер отказывается передать Джону капюшон, считая что Джон в одиночку не справится. Тем временем, Дайна начинает подозревать капитана полиции Хилл в коррупции. |            |                                                          |                  |                                                                                      |                 |             |                     |
| 132 | 17         | «Brother in Arms» «Братья по оружию»                     | Марк Бантинг     | Сара Таркофф и Жанна Вонг                                                            | 5 апреля 2018   | T27.13467   | 9,87                |
| Дайна и группа некоррумпированных полицейских арестовывают Анатолия, однако прокурор Сэм Арман требует отпустить его за арест без ордера. Диас начинает охоту на честных копов, вынуждая Дайну укрывать их на складе. Люди Диаса находят их, однако Дайне и Кёртису удаётся бежать со всеми, кроме одного, который их предал. Оливер вызывает прокурора Армана и капитана Хилл к себе в кабинет и обсуждает тему их работы на Диаса. Хилл объясняет, что Диас угрожал её близким, тогда как Арману необходимы деньги Диаса, чтобы оплатить лечение сына. Оливер увольняет обоих. В ответ Арман обвиняет его в препятствовании правосудию, а Хилл увольняет Дайну и остальных честных полицейских. Отношения между Оливером и Джоном накаляются, после того, как Оливер сообщает ему, что не собирается расставаться с капюшоном, и дело доходит до драки. В конце концов, они мирятся и уничтожают лабораторию, где люди Диаса производят наркотик «вертиго». После этого Джон уходит из команды, утверждая, что Оливер стал ужасным лидером, ведь теперь у него есть жена, сын и весь город. Лайла предлагает Джону вступить в А.Р.Г.У.С. Квентин советует Лорел найти полезное занятие и даёт ей почитать юридические учебники своей Лорел, однако Диасу удаётся убедить её не меняться. |            |                                                          |                  |                                                                                      |                 |             |                     |
| 133 | 18         | «Fundamentals» «Основы»                                  | Бен Брэй         | Спид Уид и Эмилио Ортега Олдрич                                                      | 12 апреля 2018  | T27.13468   | 10,06               |
| Дело об импичменте Оливера близится. Он кричит на Фелисити и Уильяма, после чего Фелисити требует, чтобы они временно пожили порознь. Оливер узнаёт, что получил дозу наркотика «вертиго», и теперь страдает от галлюцинаций. Видение Эдриана Чейза постоянно напоминает ему о прошлых неудачах. Оливер осознаёт, что ему не следовало формировать команду и забывать о своей первоначальной цели. Узнав, что Диас каждый вечер посещает полицейский участок, Оливер надевает свой первый костюм и идёт штурмовать участок в одиночку. Фелисити удаётся остановить его вовремя и убедить его, что она никогда не хотела уйти от него — это была галлюцинация. Оливеру и Фелисити удаётся сбежать вовремя. Позже, Оливер мирится с сыном. Оливера подвергают импичменту, и мэром становится Квентин. Оливер решает бороться с преступностью в одиночку. Диас говорит Лорел, что собирается призвать преступников отовсюду в Стар-Сити, чтобы уничтожить Оливера по частям. |            |                                                          |                  |                                                                                      |                 |             |                     |
| 134 | 19         | «The Dragon» «Дракон»                                    | Гордон Верхейл   | Спиро Скентзос и Элизабет Ким                                                        | 19 апреля 2018  | T27.13469   | 9,96                |
| Диас начинает следующую фазу своего плана — вступить в криминальную организацию под названием "Квадрант". Однако, один из членов "Квадранта" считает, что Диасу там не место, так как он всего лишь уличный бандит, и посылает своего сына убить его. При помощи Лорел Диасу удаётся провести маленькую победоносную войну против этой группы, убивая криминального барона и его сына, а затем занимая их место в числе лидеров организации. Позже Диас находит человека, который мучил его в детстве в приюте для сирот и сжигает его заживо на глазах у Лорел, которой это явно неприятно. Тем временем, Фелисити и Кёртис вновь работают над совместным проектом, пока Оливер работает в одиночку. Во время сражения Оливера с людьми Лиаса происходит взрыв, и полиция не обнаруживает ни одного выжившего человека. К счастью, Оливеру удаётся убежать вовремя. Фелисити говорит, что не может постоянно волноваться за мужа, однако Оливер обещает ей, что всегда вернётся домой к ней и Уильяму. |            |                                                          |                  |                                                                                      |                 |             |                     |
| 135 | 20         | «Shifting Allegiances» «Смена сторон»                    | Александра Лярош | Уэнди Мерикль и Ребекка Беллотто                                                     | 26 апреля 2018  | T27.13470   | 9,87                |
| Оливер отправляется в Россию и добивается, чтобы Анатолию разрешили вернуться домой. Вернувшись в Стар-Сити, Оливер просит его о помощи, напоминая о чести и былой дружбе. Но Анатолий предаёт и сдаёт его Диасу. Диас начинает избивать связанного Оливера, однако Анатолий убеждает Диаса сразиться честно. Оливер соглашается на честный поединок, с условием, что проигравший покидает город. Оливер почти побеждает, однако Диас достаёт нож и всаживает его в живот Оливеру, что не нравится Анатолию. Позже Диас решает оставить Оливера в городе, но как заключённого, требуя, чтобы прокурор ускорил проведение судебного процесса против него. Тем временем, Рене выписывают из больницы, но он всё ещё не может смириться с тем, что чуть не погиб. Дайна и Кёртис работают с Джоном и А.Р.Г.У.С., чтобы прекратить ввоз оружия через Стар-Сити людьми "Квадранта". Диас приходит к новому мэру Квентину и требует, чтобы тот продал ему здание, которое является собственностью города. Квентин поначалу отказывается, однако Лорел убеждает его подписать контракт, опасаясь за его жизнь. |            |                                                          |                  |                                                                                      |                 |             |                     |
| 136 | 21         | «Docket No. 11-19-41-73» «Дело № 11-19-41-73»            | Энди Армаганян   | Сюжет: Марк Гуггенхайм Телесценарий: Уба Мохамед и Тайрон Б. Картер                  | 3 мая 2018      | T27.13471   | 9,10                |
| Идёт суд над Оливером. Несколько свидетелей дают показания насчёт личностей Оливера и Зелёной Стрелы, включая Джона, Дайну, доктора Шварц, Рене и Фелисити. Во время свидетельствования Рене, в зале суда появляется Диас с его дочерью. После кивка Оливера, Рене говорит, что Оливер и есть Зелёная Стрела. Когда приходит время давать показания Оливеру, из окна в потолке спрыгивает Томми Мерлин в костюме Зелёной Стрелы. Он утверждает, что инсценировал свою смерть после криминальных действий отца и надел капюшон. Его арестовывают, однако Джон и Рене освобождают его от конвоя людей Диаса. «Томми» снимает маску и оказывается Кристофером Ченсом — Живой Мишенью, которого Джон ранее освободил в Каснии. Однако Диас знает о Ченсе и посылает Лорел давать показания, угрожая ей. Однако Лорел подтверждает, что Томми и есть Зелёная Стрела. Присяжные заседатели признают Оливера виновным, подтверждая подозрения, что и судья, и присяжные подкуплены Диасом. Адвокат Оливера просит судью пересмотреть вердикт. Ко всеобщему удивлению, судья соглашается и признаёт Оливера невиновным. Оливер возвращается в убежище и видит, как Ченс снимает маску судьи. Оливер и Рене мирятся. Диас убивает судью за провал. Появляется Лорел и нападает на Диаса и его людей, однако у него оказывается устройство, нейтрализирующее её крик. Он хватает её и говорит, что раз попытка упрятать Оливера в тюрьму не удалась, то пришло время его убить, а также всех близких ему людей.                                 |            |                                                          |                  |                                                                                      |                 |             |                     |
| 137 | 22         | «The Ties That Bind» «Связывающие узы»                   | Тара Миель       | Бен Соколовски и Оскал Бальдеррама                                                   | 10 мая 2018     | T27.13472   | 11,99               |
| Люди Диаса нападают на членов команды Стрелы и их близких. Все выживают, только парень Кёртиса попадает в больницу. Все собираются на базе команды Дайны и смотрят в прямой трансляции, как люди Диаса уничтожают убежище Зелёной Стрелы. Оливер составляет план, как выманить Диаса при помощи Анатолия. Диасу удаётся сбежать, однако он успевает избить и ранить Кёртиса. Команда посылает Лайлу в полицейский участок, чтобы скопировать финансовую информацию с флэшки, которую Диас носит на шее, так как это позволит обнаружить и устранить всех чиновников и полицейских, подкупленных Диасом. Диас обнаруживает взлом, и команде приходится спасать Лайлу. Диас убивает одного из лидеров "Квадранта", считая, что это она его подставила. Он штурмует базу команды, пока Фелисити пытается расшифровать скопированную информацию. Команде приходится бежать, и Оливер детонирует взрывчатку, уничтожая базу и нерасшифрованную информацию. Диас встречается с двумя оставшимися лидерами Квадранта. Одного он убивает, а второй позволяет Диасу стать полноправным главой организации. Оливер обращается за помощью к агенту Уотсон. Она соглашается с двумя условиями. Оливер тут же выполняет одно из них, признаваясь ей, что он — Зелёная Стрела. |            |                                                          |                  |                                                                                      |                 |             |                     |
| 138 | 23         | «Life Sentence» «Пожизненный приговор»                   | Джеймс Бэмфорд   | Уэнди Мерикл и Марк Гуггенхайм                                                       | 17 мая 2018     | T27.13473   | 11,99               |
| Команда Стрелы и агенты ФБР штурмуют полицейский участок. Диасу удаётся сбежать. Он назначает встречу Анатолию, а тот сдаётся властям и сообщает им время и место встречи. Однако это оказывается ловушкой, и Рене чуть не погибает. Диас связывается с Квентином и требует, чтобы он прогнал ФБР, иначе Диас убьёт Лорел. Квентин договаривается о встрече, однако Диас хватает его. Команда отслеживает Квентина по его кардиостимулятору. Диас угрожает убить Лорел, однако Квентин принимает пулю на себя. Команда и ФБР штурмуют логово Диаса. Оливер догоняет его на крыше, однако Лорел в ярости сбрасывает Диаса в реку криком. Оливер успевает схватить флэшку с финансовой информацией, и агенты ФБР арестовывают всех коррумпированных чиновников и полицейских. Квентин в больнице. Все собираются там, чтобы оказать моральную поддержку, включая Сару, которую позвала Лорел. К сожалению, во время операции, у Квентина случается приступ, и он не выживает. Оливер объясняет, что договорился о добровольной сдаче себя ФБР взамен на свободу для всех остальных. Уотсон соглашается продолжать бороться с Диасом, если Оливер сядет в тюрьму. На улице Оливер сообщает журналистам, что он — Зелёная Стрела, и просит друзей и союзников продолжать бороться за город. В тюрьме все заключённые угрожают Оливеру, узнав кто он такой. |            |                                                          |                  |                                                                                      |                 |             |                     |